# Adlerhorn
Adlerhorn – szczyt w Alpach Pennińskich, w masywie Allalin. Leży Szwajcarii w kantonie Valais, niedaleko granicy z Włochami. Sąsiaduje ze Strahlhorn. Szczyt można zdobyć ze schronisk Bivacco Città di Luino (3562 m) lub Britanniahütte (3030 m). Szczyt otaczają lodowce Findelgletscher i Adlergletscher.